# La Bottine Souriante
La Bottine Souriante (LBS) ist eine Folkband aus Québec, deren musikalische Quelle die traditionelle Musik ihrer Region ist. Neben traditionellen Stücken werden auch eigene Arrangements gespielt. LBS nutzt als Instrumente hauptsächlich das Akkordeon, die Fiedel, die Gitarre, das Piano und den Kontrabass.

## Geschichte
Die Band wurde 1976 gegründet und spielte zuerst in französisch-kanadischer Manier mit Gitarre, Akkordeon und Fiedel. Mit der Zeit vergrößerte sich die Gruppe, um andere Instrumente und Stile spielen zu können. 1990 wurde zusätzlich eine Bläsersektion mit vier Instrumenten hinzugefügt, die die Musik jazziger klingen lässt. Der Gruppenname bedeutet „Der lächelnde Stiefel“, was an einen Arbeitsstiefel mit abgetragenen Sohlen erinnert. Die Band tourt häufig durch Nordamerika und Europa und im Jahre 1998 haben sie ein Stück zur Kompilation kanadischer keltischer Musik „Fire in the kitchen“ der Chieftains beigetragen.
Die Bandmitglieder von LBS wechselten häufig (nicht ungewöhnlich für eine Folkband). Die Gruppe blieb auch nach dem Weggang des letzten Bandgründers Yves Lambert bestehen und hat ein begeistertes Publikum. Ebenso hat sich die Zusammensetzung der Band verändert und damit auch der Stil der Musik. Seit 2002 sind zahlreiche junge Musiker hinzugekommen und der musikalische Stil LBS' hat sich wiederum erneuert.
Sie wurden mit drei kanadischen Juno Awards und verschiedenen Félix Awards der Plattenindustrie Quebecs ausgezeichnet. Sie sind bekannt für mitreißende Live-Auftritte und wurden 2000 als bester Live Act bei den BBC Radio 2 Folks Awards gewählt. BBC Radio 3 spielt ihre Musik im gängigen Programm.

## Mitglieder
Die Zusammensetzung der Band im Jahr 2005 war:
- Régent Archambault (Kontrabass, E-Bass, Gesang), 1988
- Éric Beaudry (Gesang, Gitarre, Bouzouki, Mandoline, Podorythmie), 2002
- Pierre „Pedro“ Bélisle (Keyboard, Pianoakkordeon, Piano, Trompete), 2000
- André Brunet (Fiedel, Gitarre, Gesang, Podorythmie, Perkussion (Musik)), 1997
- Pierre-Luc Dupuis (Gesang, Akkordeon, Mundharmonika), 2002
- Robert „Bob“ Ellis (Posaune, Tuba, Percussion), 1990
- Jean Fréchette (Saxophon, Flöte, Tin Whistle, Klarinette, Percussion, Gesang), 1990
- Jocelyn Lapointe (Trompete, Flügelhorn), 1993
- Sandy Silva (Tanz)
- André Verreault (Posaune), 1990

Auswahl von Mitgliedern, die vor 2005 aus der Band ausgeschieden sind:
- Michel Bordeleau (Kleine Trommel, Gitarre, Mandoline, Füße, Fiedel, Gesang), 1987
- Guy Bouchard (Löffel, Gitarre, Fiedel, Gesang), 1980
- Gilles Cantin (Gitarre, Füße, Gesang), 1977–1981
- Laflèche Doré (Flügelhorn, Trompete), 1990–1993 (gestorben)
- Mario Forest (Löffel, Mundharmonika, Gesang), 1976–1979 und 1980–1984
- Denis Fréchette (Pianoakkordeon, Flügelhorn, Piano, Trompete, Gesang), 1988–1999
- Yves Lambert (Akkordeon, Maultrommel, Mundharmonika, diatonisches Akkordeon, Gesang), 1976–2002
- Jacques Landry (Klapper (Bones), Bodhran, Fiedel), 1977
- Pierre Laporte (Fiedel, Sologesang), 1977–1981
- André Marchand (Gitarre, Füße, Gesang), 1976–1988
- Lisa Ornstein (Piano, Fiedel), 1979
- Martin Racine (Gitarre, Mandoline, Füße, Fiedel, Gesang), 1980–1997
- Daniel Roy (Flageolett, Maultrommel, Klapper (Bones), Bodhran, Sologesang), 1982–1985
- Bernard Simard (Gitarre, Sologesang), 1984–1986

Gastmusiker:
- Dominique D'Haiti (Fiedel) auf Je voudrais changer de chapeau
- Ron di Lauro (Trompete, Flügelhorn) auf La Mistrine
- Michel Dupire (Percussion) auf La Mistrine
- Jacques Landry (bodhrán, Klapper (Bones)) auf La traverse de l'Atlantique
- Danielle Martineau (Piano) auf La traverse de l'Atlantique
- Dominique Messier (Trommeln) auf La Mistrine
- Lisa Ornstein (Fiedel, Piano) auf Les Épousailles, Chic & Swell und Je voudrais changer de chapeau
- Anne Perrot (Violoncello) auf Je voudrais changer de chapeau
- Daniel Plamondon (Bratsche) auf Je voudrais changer de chapeau

## Diskografie
- 1978: Y'a ben du changement
- 1980: Les Épousailles
- 1982: Chic & Swell
- 1986: La Traversée de l'Atlantique
- 1987: Tout comme au jour de l'An
- 1988: J'voudrais changer d'chapeau
- 1992: Jusqu'aux p'tites heures
- 1994: La Mistrine
- 1996: En spectacle
- 1998: Xième (in den USA als Rock & Reel veröffentlicht)
- 2001: Cordial
- 2001: Anthologie (Kompilation)
- 2002: Dance with LBS (Kompilation)
- 2003: J'ai jamais tant ri
- 2005: Anthologie II (Kompilation)
- 2011: Appellation d'origine contrôlée
- 2017: Anthologie I et II (Kompilation)
- 2023: Domino!